# 辽宁香茶菜
辽宁香茶菜（学名：Isodon websteri），为唇形科香茶菜属下的一个植物种。